# Rhododendron fragariiflorum
Rhododendron fragariiflorum là một loài thực vật có hoa trong họ Thạch nam. Loài này được Kingdon-Ward miêu tả khoa học đầu tiên năm 1929.